# Tanacetum stoliczkae
Tanacetum stoliczkae — вид рослин з родини айстрових (Asteraceae), ендемі західних Гімалаїв Індії.

## Опис
Найбільш верхні листки завжди лінійні, цілісні та ± оголені або голі.

## Середовище проживання
Поширений у західних Гімалаях Індії. Росте у щілинах гірських порід; на висотах 3000–4000 м.